# ナルボンヌ駅
ナルボンヌ駅（ナルボンヌえき、フランス語: Gare de Narbonne）はフランスのオード県ナルボンヌにある、フランス国鉄（SNCF）の鉄道駅。

## 概要
ナルボンヌ市街北部、海抜11mに位置し、ボルドーからセットを結ぶ路線の406.117キロポスト上にある。
そのほか、スペイン方面に向かうナルボンヌ-ポルトボウ線や貨物路線のナルボンヌ-ビズ線が当駅から分岐する。

## 歴史
1857年4月22日にボルドー〜セット間の鉄道路線が開通した時に開業。駅舎は開業前の1856年に建てられた。
スペイン方面の路線は1858年2月20日にナルボンヌ〜ヴェルネ（テート川左岸）間に開通した路線が始まりである。ペルピニャンへは同年7月に線路が繋がった。
ビズ方面へは1887年7月4日に開通した。

## 駅構造

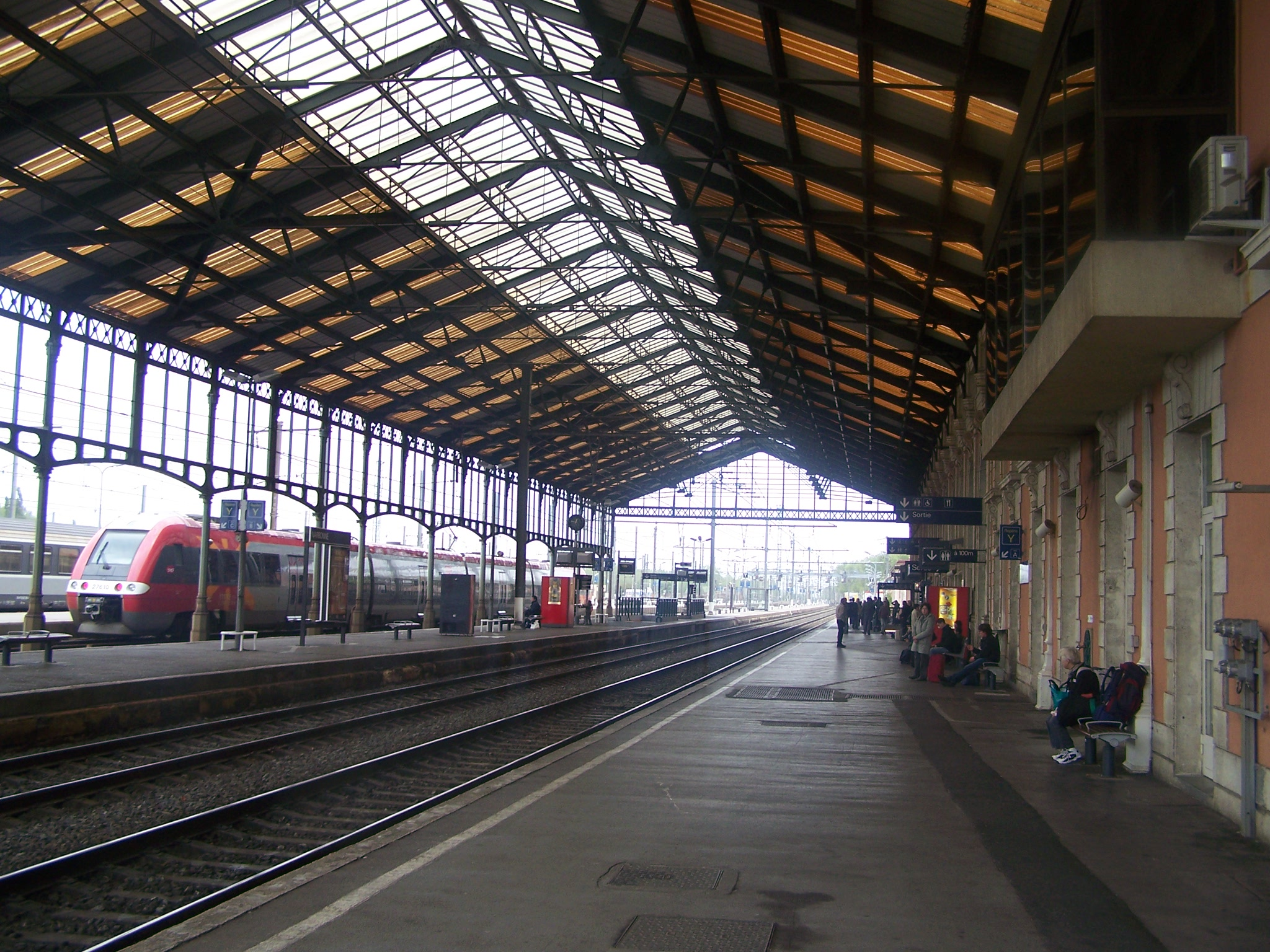
プラットホーム

地上駅。島式ホーム3面6線の地平ホームを有し、その内駅舎寄りの1面2線の1線は切り欠きホームとなっている。ホーム中央部分はトレイン・シェッドが設けられている。各ホームは地下通路で連絡している。
周辺に駐輪場と駐車場を設置している。

## 利用状況
2019年に1,238,902人の利用客がいた。

## 駅周辺
- カルフールシティ（英語版）
- テレーズ・レオン・ブルム広場（Square Thérèse Léon Blum）
- 市営墓地
- ナルボンヌ大聖堂（フランス語版）

## 隣の駅
フランス国鉄
TGV inOui
ベジエ駅/モンペリエ＝サン＝ロック駅 - ナルボンヌ駅 - ペルピニャン駅/カルカッソンヌ駅
Ouigo
ベジエ駅 - ナルボンヌ駅 - ペルピニャン駅
アンテルシテ・ド・ニュイ
レジーニャン＝コルビエール駅/ベジエ駅 - ナルボンヌ駅 - ポール＝ラ＝ヌーヴェル駅/ペルピニャン駅
アンテルシテ
ベジエ駅 - ナルボンヌ駅 - カルカッソンヌ駅
TERオクシタニー
ベジエ駅/レジーニャン＝コルビエール駅/クルサン駅 - ナルボンヌ駅 - ポール＝ラ＝ヌーヴェル駅